# Вингард (деревня, Алба)
Вингард (рум. Vingard) — деревня, расположенная в жудеце Алба в Румынии. Входит в состав  коммуны Шпринг.

## География
Село расположено в 254 км к юго-западу от Бухареста, 14 км к юго-востоку от Алба-Юлии, 85 км к югу от Клуж-Напока, 149 км к западу от Брашова.

## Население
По данным переписи населения 2002 года в селе проживали 612 человека.

### Национальный состав
| Национальность | Кол-во человек | Процент |
| -------------- | -------------- | ------- |
| Румыны         | 520            | 85,0%   |
| Цыгане         | 71             | 11,6%   |
| Немцы          | 21             | 3,4%    |

### Родной язык
| Язык      | Кол-во человек | Процент |
| --------- | -------------- | ------- |
| Румынский | 591            | 96,6%   |
| Немецкий  | 21             | 3,4%    |